# ペイント・クリーク郡区 (アイオワ州アラマキー郡)
ペイント・クリーク郡区は、アメリカ合衆国、アイオワ州、アラマキー郡にある18の郡区の一つである。2000年の国勢調査で、人口は491人だった。

## 地理
ペイント・クリーク郡区は、93.8平方キロメートル（36.23平方マイル)で、Watervilleが含まれている。アメリカ地質調査所によると、この郡区はEast Paint Creek SynodとMaple HillとWaterville Lutheranの3つの霊園が含まれている。